# Sembilanus rugichelis
Sembilanus rugichelis – gatunek kosarza z podrzędu Laniatores i rodziny Epedanidae. Jedyny znany przedstawiciel monotypowego rodzaju Sembilanus.

## Występowanie
Gatunek jest endemiczny dla stanu Malakka w Malezji.